# Xã Valley, Quận Rice, Kansas
Xã Valley (tiếng Anh: Valley Township) là một xã thuộc quận Rice, tiểu bang Kansas, Hoa Kỳ. Năm 2010, dân số của xã này là 249 người.